# San Jose (Batangas)
San Jose (Tagalog: Bayan ng San Jose) ist eine philippinische Stadtgemeinde in der Provinz Batangas, in der Verwaltungsregion IV, Calabarzon. Sie hat 76.971 Einwohner (Zensus 1. August 2015), die in 33 Barangays lebten. Sie wird als Gemeinde der ersten Einkommensklasse auf den Philippinen und als teilweise urbanisiert eingestuft.
Die Topographie der Gemeinde ist gekennzeichnet durch gebirgiges Terrain. Ihre Nachbargemeinden sind Ibaan im Osten, Lipa City im Norden, San Pascual und Batangas City im Süden, Cuenca und Alitagtag im Westen.

## Baranggays
| - Aguila - Anus - Aya - Bagong Pook - Balagtasin - Balagtasin I - Banaybanay I - Banaybanay II - Bigain South - Bigain I - Bigain II | - Calansayan - Dagatan - Don Luis - Galamay-Amo - Lalayat - Lapolapo I - Lapolapo II - Lepute - Lumil - Natunuan - Palanca | - Pinagtung-Ulan - Poblacion Barangay I - Poblacion Barangay II - Poblacion Barangay III - Poblacion Barangay IV - Sabang - Salaban - Santo Cristo - Mojon-Tampoy - Taysan - Tugtug |

## Weblink
- Informationen der Philippine Statistics Authority über San Jose